# Nikolai Nikolajewitsch Agapitow
Nikolai Nikolajewitsch Agapitow (* um 1840; † um 1900), russ. Николай Николаевич Агапитов, war ein russischer Ethnograph, Archäologe und Pädagoge. Er wirkte in Irkutsk. Zusammen mit dem Ethnographen und Heimatkundler Matwei Nikolajewitsch Changalow (1858–1918) verfasste er das Werk Materialien zum Studium des Schamanismus in Sibirien (Irkutsk 1883).

## Werke
- Н.Н. Агапитов и М.Н. Хангалов: Матеріалы для изученія Шаманства въ Сибири. Шаманство у Бурятъ Иркутской губерніи. Иркутскъ, 1883.